# ポルトーフランセ
ポルトーフランセ（Port-aux-Français）はインド洋南方にあるフランス領極南諸島ケルゲレン諸島にある研究観測業務の基地である。1950年に開設された。

## 歴史
同諸島の主島であるグランド・テール島の東側にあるクールベ半島の南側、モルビアン湾の「南オーロラ入り江」に面している。基地をこの場所に選定した理由は、強風から守られていることと、滑走路建設の可能性ありと考えられたためであるが、滑走路は結局造られることはなかった。1955年以降、パリに本社のある屠殺事業会社Sidapの投資によるアザラシ製品加工工場（1957年建設）のため、オーストラリアで製造された機械を輸入した。
機械設置前で工場の建物しかできていなかった1957年12月16日、ケルゲレンで最初の結婚式が執り行われた。この事業会社の若い社長マルク・ペシュナールとマルチーヌ・ロランの結婚式であった。煮沸釜、殺菌装置、水切り装置、遠心分離機等が翌日設置された。しかし同工場は1960年代に閉鎖された。機材がペシュナールの贈与によって、レユニオンに送還されたのはようやく2005年になってからである。

## 構成
基地には水深の浅い港と補給船（マリオン・デュフレーヌ2号）との間を往復するはしけの荷下ろしのための埠頭設備がある。基地に勤務する要員の数は通常冬季は60名で、夏季には120名に達することもある。基地には補給に要する物流設備のほか、研究施設（生物学、地球物理学）及び技術的業務施設（気象観測、通信、人工衛星追尾など）、ならびに診療所施設を備えている。

## 機器施設
ポルトーフランセ基地の設備機器として、3基の最新の機器を装備した検潮施設がある。
- 2基の海底圧力検潮儀
- 1基のレーダー式海面水位計

2基の検潮儀とレーダーの観測データは1時間ごとに人工衛星とアルゴスシステムを経由して伝送され、毎分のデータは基地のインターネットを通じて伝送される。